# Paysage culturel

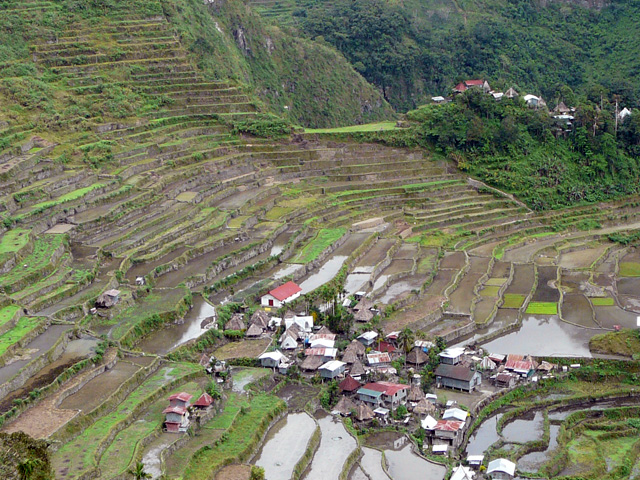
Terrasses de culture du riz, Batad, Ifugao, Cordillère des Philippines, classées « paysage culturel » par l'Unesco

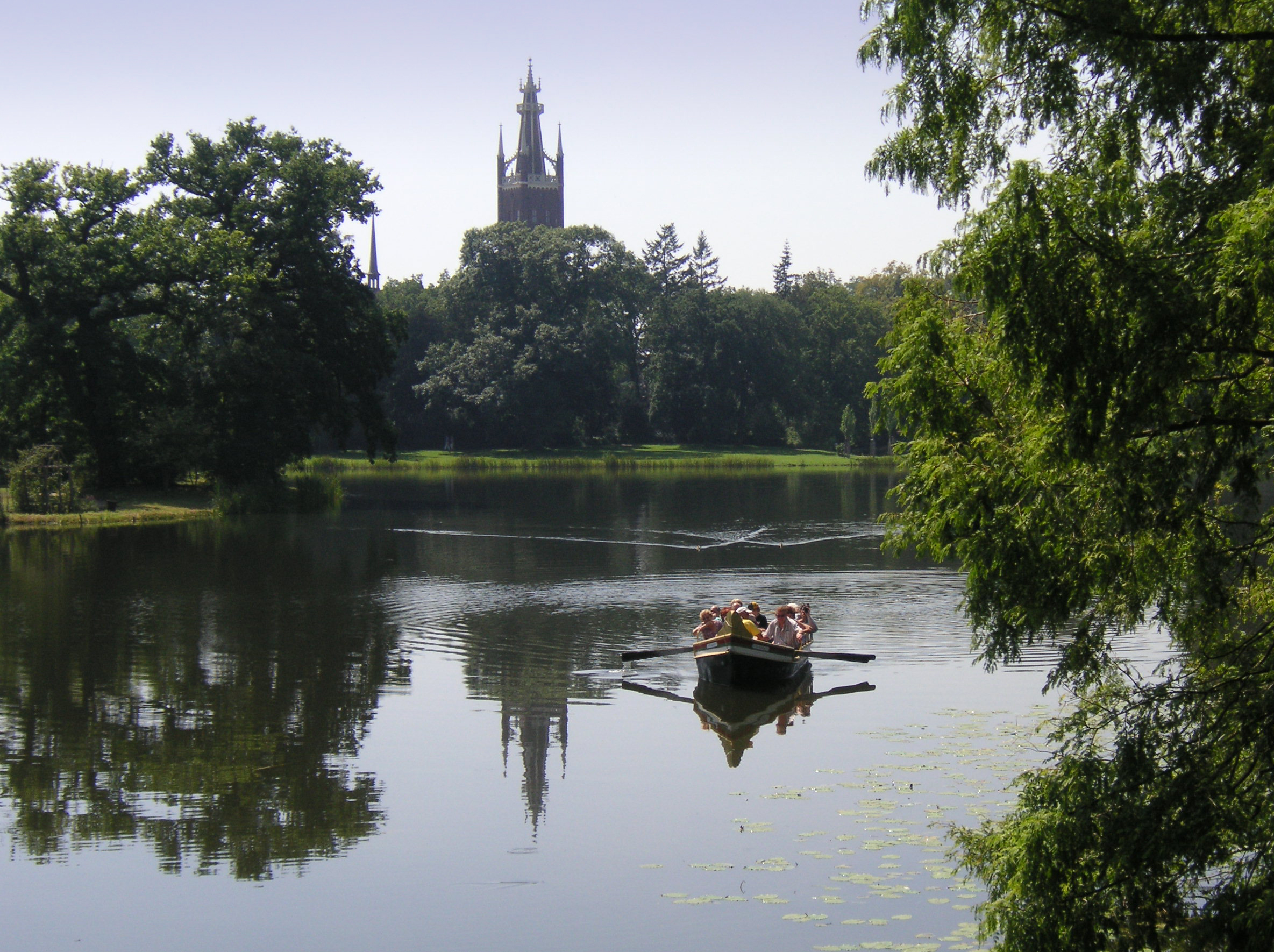
Le royaume des jardins de Dessau-Wörlitz, comprend plus de 100 km2 de parcs et jardins de châteaux ou de palais situés autour des villes de Dessau et Wörlitz (Saxe-Anhalt, Allemagne), inscrits en 2000 sur la liste du patrimoine mondial de l'Unesco

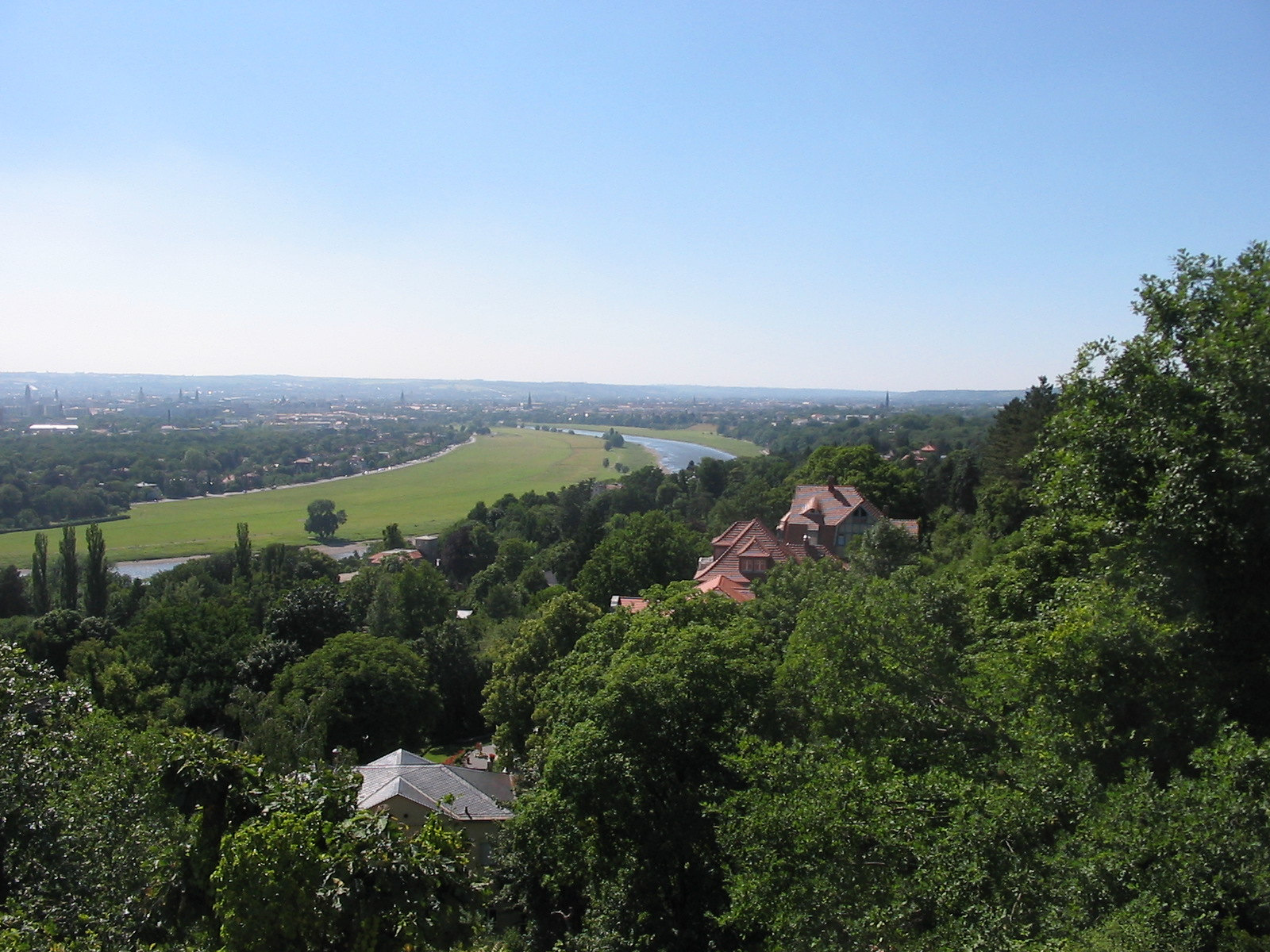
La vallée de l'Elbe à Dresde est un « paysage culturel » qui était inscrit sur la liste du patrimoine mondial de l'Unesco, avant d'être déclassé à cause de l'artificialisation du paysage, notamment par un projet de pont routier à quatre voies devant franchir l'Elbe dit Pont de Waldschlösschen

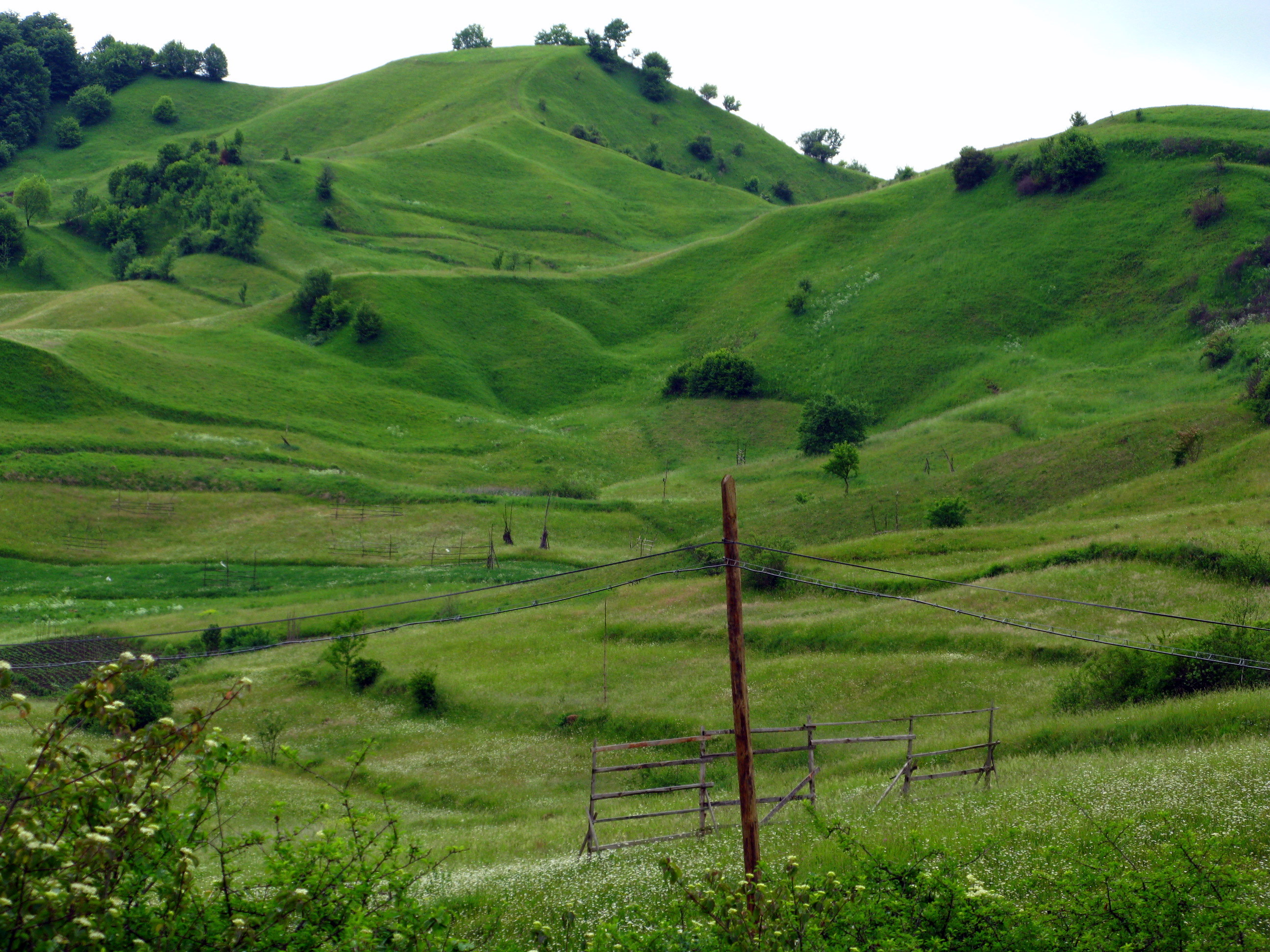
paysage culturel constitué de prés fauchés à la main, en zone montagneuse, près de Bocicoel, dans les Monts Județ de Maramureș, dans le Județ de Maramureș, dans les Carpates orientales, dans le nord de la Roumanie

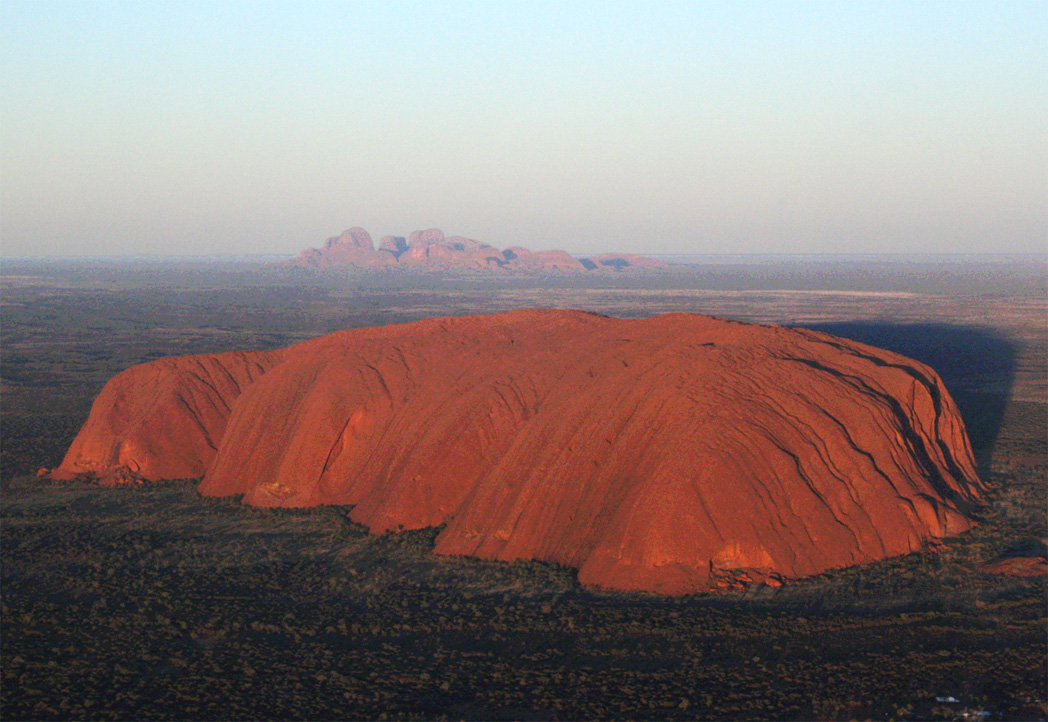
Parc national d'Uluṟu-Kata Tjuṯa, paysage sacré des aborigènes d'Australie, classées « paysage culturel » par l'Unesco

Un paysage culturel est, au sens de la terminologie de l'UNESCO, un paysage représentatif d'une région du monde : « Œuvres conjuguées de l'être humain et de la nature, ils expriment une longue et intime relation des peuples avec leur environnement ».
La première mention de paysage culturel remonte aux publications de Friedrich Ratzel en 1895-1896, et cette notion est fréquemment utilisée au début du XXe siècle en Allemagne dans la littérature géographique. Elle est ensuite diffusée dans le domaine de la recherche, aux États-Unis, dès 1925, en particulier dans les travaux de l'université de Berkeley. Les paysages culturels apparaissent dans le vocabulaire institutionnel international en 1992, comme nouvelle catégorie du patrimoine mondial.

## Paysages culturels du patrimoine mondial

### Définition de l'UNESCO
Selon la définition de l'UNESCO, on distingue deux types de paysages culturels :
- le paysage culturel créé intentionnellement comme le jardin historique ;
- les paysages culturels évolutifs, reliques (fossiles) ou vivants, cette dernière catégorie comprend des paysages culturels associatifs pour lesquels les éléments culturels tangibles sont très réduit mais qui gardent une importance via la religion, l'art ou la culture locale ;

De façon générale, chaque paysage culturel se distingue par deux composantes : une composante matérielle (naturelle, géomorphologique, hydrographique, climatique et faunistique) et une autre composante humaine, immatérielle et symbolique. La dimension matérielle (naturelle et architecturale) d'un paysage culturel constitue la trace patrimoniale, alors que la signification historique, immatérielle et symbolique se réfère aux signes sémiotiques.
Cette notion de paysage culturel qui réunit les deux notions prestigieuses et connotées de paysage et de culture, nécessite, pour son analyse, le croisement de différentes disciplines : sciences du patrimoine, sémiologie et géographie.

### Exemples de biens inscrits sur la liste du patrimoine mondial
La liste du Patrimoine mondial compte, en 2024, 121 sites inscrit en tant que paysages culturels.
Le premier paysage inscrit sur la liste du patrimoine mondial est le Parc national de Tongariro (Nouvelle-Zélande), en 1993 (classé selon les critères vi, vii, et viii), en raison de son importance culturelle et religieuse pour les Maoris.

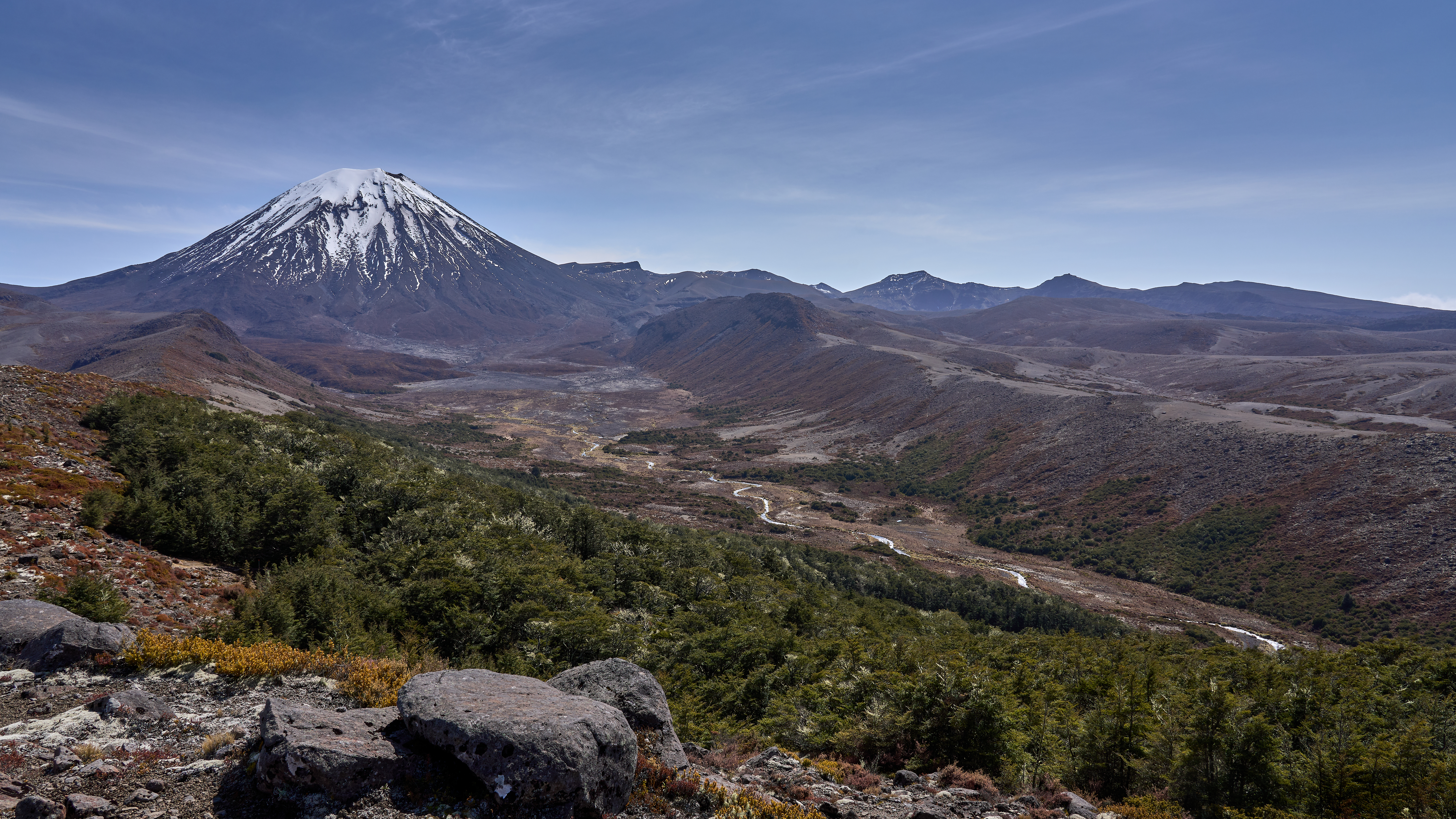
Vue sur le mont Tongariro dans le parc du même nom.

Les paysages culturels sont majoritairement situés dans la région Europe et Amérique du Nord, ce qui reflète la distribution générale du patrimoine mondial, on trouve par exemple le Val de Loire en France, Ravello en Italie, le royaume des jardins Dessau-WÖrlitz en Allemagne.

Sur le continent africain, le paysage culturel de Mapungubwe en Afrique du Sud, ou de Sukur au Nigeria, sont d'autres exemples de paysages inscrits à la liste du patrimoine mondial.

## Recherche
La notion de paysages culturels fait l'objet d'études et de Recherche, avec par exemple un programme national de recherche au Danemark. Ceci implique aussi de questionner la notion de valeur culturelle.
La valeur culturelle des paysages est aussi prise en compte par la signalétique de certaines autoroutes (en France notamment) ou pour les choix de tracés de Voies vertes.
Il fait aussi l'objet de recherche dans le cadre du Master Erasmus Mundus "Maclands", coordonné par l'Université Jean Monnet de Saint-Étienne, en collaboration avec l'Université de Naples et l'Université de Stuttgart.